# خلية حرشفية حويصلية
الخلية الحرشفية السنخية أو خلية سنخية من النمط الأول هي نوع من الخلايا الرئوية مسؤولة عن مهمة تبادل الغازات في السنخ الرئوي بين الدم والهواء الخارجي، تعد هذه الخلايا صنف من الخلايا الظهارية الحرشفية التي تكون الظهارة (النسيج الطلائي)، تغطي هذه الخلايا مساحة كبيرة جداً من الأسناخ الرئوية تصل إلى 95% من المساحة الأصلية، وبالرغم من تغطيتها هذه المساحة الكبيرة إلا أن عددها يصل إلى نصف عدد الخلايا السنخية من النمط الثاني وهذا بسبب اختلاف حجم كل خلية، خلايا النمط الأول كبيرة ومسطحة جداً لتغطي السنخ الرئوي، بينما النمط الثاني يتكون من خلايا ذو حجم أقل.
خلية النمط الأول غير قابلة للطي وتتأثر بسرعة كبيرة للمواد السامة، إذا حدث وتحطمت خلايا النمط الأول، فان خلايا النمط الثاني تتكاثر بسرعة لتعويض النقص الناتج عن خلايا النمط الأول.